# St. Margaretha (Ampfing)

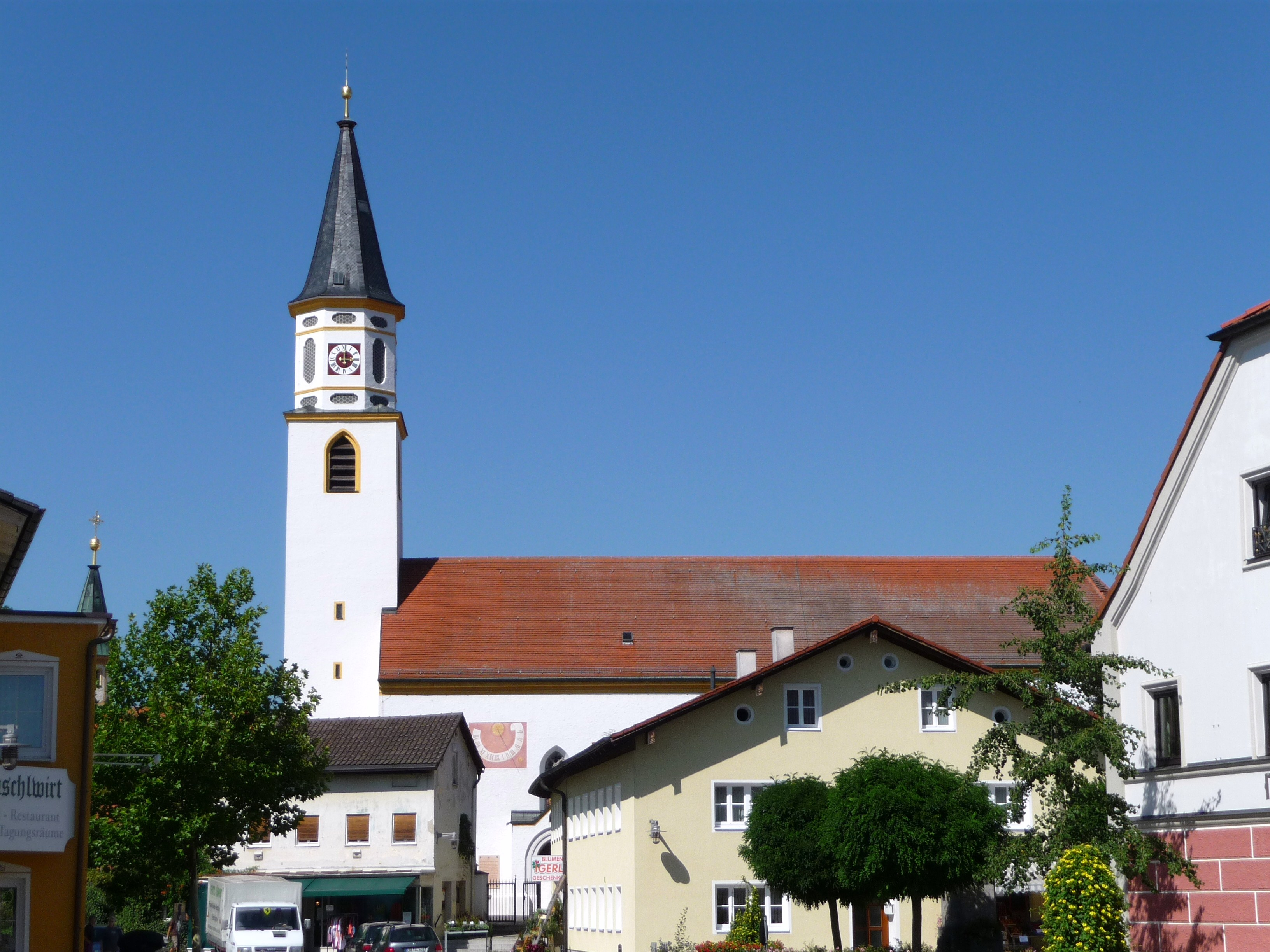
St. Margaretha in Ampfing

Die römisch-katholische Pfarrkirche St. Margaretha steht in Ampfing, einer Gemeinde im oberbayerischen Landkreis Mühldorf am Inn. Das Bauwerk ist als Baudenkmal unter der Nr. D-1-83-112-3 eingetragen. Die Kirche gehört zum Erzbistum München und Freising.

## Beschreibung
Die im Kern mittelalterliche Saalkirche besteht aus einem Langhaus, dessen drei westliche Joche aus dem 15. Jahrhundert stammen, und das 1894 mit zwei Jochen nach Osten verlängert wurde, einem eingezogenen, dreiseitig geschlossenen Chor mit zwei Jochen im Osten und einem Kirchturm auf quadratischem Grundriss im Westen, dessen untere Geschosse aus dem 14. Jahrhundert stammen, und der am Anfang des 18. Jahrhunderts um ein achteckiges Geschoss, das die Turmuhr beherbergt, aufgestockt und mit einem spitzen Helm bedeckt wurde. Die Innenräume sind einheitlich mit Netzgewölben überspannt. Die nach 1894 gestaltete neugotische Kirchenausstattung hat Joseph Elsner senior entworfen.

## Orgel
Die Orgel mit 24 Registern auf drei Manualen und Pedal wurde von Rudolf Kubak im Jahr 1996 neu gebaut. 2015 wurde sie durch Orgelbauwerkstätte Reinhard Frenger aus Feldkirchen-Westerham renoviert. Die Disposition lautet:
| I Koppelmanual |

| II Hauptwerk C–g3 |       |
| Bordun            | 16′   |
| Principal         | 8′    |
| Rohrflöte         | 8′    |
| Octave            | 4′    |
| Traverse          | 4′    |
| Quinte            | 2 ⁄3′ |
| Octave            | 2′    |
| Mixtur IV         | 1 ⁄3′ |
| Trompete          | 8′    |

| III Schwellwerk C–g3 |       |            |
| Copel                | 8′    |            |
| Amarosa              | 8′    |            |
| Bifaria              | 8′    | [ Anm. 1 ] |
| Principal            | 4′    |            |
| Fluet                | 4′    |            |
| Sesquialter II       | 2 ⁄3′ |            |
| Blockflöte           | 2′    |            |
| Mixtur III           | 2′    |            |
| Oboe                 | 8′    |            |
| Tremulant            |       |            |

| Pedal C–f1 |     |
| Subbaß     | 16′ |
| Octavbaß   | 8′  |
| Flötbaß    | 8′  |
| Choralbaß  | 4′  |
| Bombarde   | 16′ |
| Posaune    | 8′  |

- Koppeln: 1. Manual= Koppelmanual, II/P, III/P
- Spielhilfen: 32-facher Setzer, Crescendowalze
- Bemerkungen: mechanische Spiel- und elektrische Registertraktur

Anmerkungen
1. ↑  ab c